# Mike Reid (Musiker)
Mike Reid (* 24. Mai 1947 in Altoona, Pennsylvania) ist ein US-amerikanischer Country-Musiker und Songwriter, der in den 1980er und 1990er Jahren mehrere Nummer-1-Hits schrieb.

## Leben
Mike Reid war zunächst als Footballspieler erfolgreich, bevor ihn Verletzungen zur Aufgabe zwangen. Bereits während seiner Sportlerkarriere hatte er in verschiedenen Bands gespielt. Außerdem hatte er als Kind eine klassische Klavierausbildung absolviert. Nach einer Knieverletzung begann mit dem Schreiben von Country-Songs. 1975 war er Mitglied der Apple Butter Band.
1980 zog Reid nach Nashville, wo er vom Musikverlag ATV Publishing als Songwriter engagiert wurde. Nach 18 Monaten wechselte er zu Milsap Music. 1982 erzielte Ronnie Milsap mit seinem Song Stranger In My House einen Nummer-1-Hit. Nur wenig später erreichte Sylvia mit I Never Quite Go Back Platz drei der Country-Charts. 1983 wurde Stranger In My House mit einem Grammy Award in der Kategorie „Bester Country-Song“ ausgezeichnet. Ein Jahr später schaffte Milsap mit Still Loosing You, She Keeps the Home Fires Burning und Lost in the Fifties Tonight erneut Nummer-1-Hits.
1990, nach einer langen Serie von erfolgreichen Kompositionen, spielte Reid für das Columbia Label ein eigenes Album ein. Die ausgekoppelte Single Walk on Faith erreichte Platz eins der Country-Charts. Drei weitere Songs erreichten mittlere Hitparadenpositionen. Außerdem schrieb Reid mit James Allen Shamblin III den Song I Can't Make You Love Me, den Bonnie Raitt 1991 veröffentlichte und Prince auf seinem Album Emancipation (1996) coverte. 1992 erschien mit Twilight Town das zweite Album von Reid. Als Songwriter produzierte er weiterhin Erfolgstitel für andere Interpreten. Unter anderem war er als Koautor an Tim McGraws Top-Hit Everywhere beteiligt.
2005 wurde Mike Reid in die Nashville Songwriters Hall of Fame aufgenommen.

## Diskografie

### Alben
| Jahr | Titel            | Höchstplatzierung, Gesamtwochen, AuszeichnungChartsChartplatzierungen (Jahr, Titel, Platzierungen, Wochen, Auszeichnungen, Anmerkungen) | Anmerkungen |
| Jahr | Titel            | Country | Anmerkungen |
| ---- | ---------------- | --- | ----------- |
| 1991 | Turning for Home | Country22 (41 Wo.)Country | Columbia    |
| 1992 | Twilight Town    | Country59 (3 Wo.)Country | Columbia    |

Weitere Alben
- 2012: New Direction Home

### Singles
| Jahr | Titel Album                           | Höchstplatzierung, Gesamtwochen, AuszeichnungChartsChartplatzierungen (Jahr, Titel, Album, Platzierungen, Wochen, Auszeichnungen, Anmerkungen) | Anmerkungen |
| Jahr | Titel Album                           | Country | Anmerkungen |
| ---- | ------------------------------------- | --- | ----------- |
| 1990 | Walk on Faith Turning for Home        | Country1 (20 Wo.)Country |             |
| 1991 | Till You Were Gone Turning for Home   | Country17 (20 Wo.)Country |             |
| 1991 | As Simple as That Turning for Home    | Country14 (20 Wo.)Country |             |
| 1991 | I’ll Stop Loving You Turning for Home | Country23 (20 Wo.)Country |             |
| 1992 | I Got a Life Turning for Home         | Country54 (7 Wo.)Country |             |
| 1992 | Keep On Walkin’ Twilight Town         | Country45 (11 Wo.)Country |             |
| 1992 | Call Home Twilight Town               | Country43 (13 Wo.)Country |             |

### Gastbeiträge
| Jahr | Titel Album            | Höchstplatzierung, Gesamtwochen, AuszeichnungChartsChartplatzierungen (Jahr, Titel, Album, Platzierungen, Wochen, Auszeichnungen, Anmerkungen) | Anmerkungen       |
| Jahr | Titel Album            | Country | Anmerkungen       |
| ---- | ---------------------- | --- | ----------------- |
| 1988 | Old Folks Heart & Soul | Country2 (21 Wo.)Country | mit Ronnie Milsap |

## Auszeichnungen
- 1983 – Grammy –  Best New Country Song
- 1987 – College Football Home of Fame
- 2005 – Nashville Songwriters Hall of Fame